# Alexander Agricola
Alexander Agricola zw. Ackermann (ur. ok. 1446 w Gandawie, zm. 1506 w Valladolid) – kompozytor i śpiewak pochodzenia niemieckiego lub niderlandzkiego.

## Życiorys
Działał w Mediolanie jako członek kapeli księcia Galeazzo Marii Sforzy. Później udał  się do Florencji, a następnie do Cambrai (1476), skąd powrócił ok. 1491 do Włoch na dwór księcia Mantui Franciszka Gonzagi. Od 16 sierpnia 1500 pełnił w Brukseli funkcję chapellain et chantre w kapeli księcia burgundzkiego Filipa I Pięknego, z którym dwukrotnie podróżował do Hiszpanii (w 1501 i 1505–1506). Podczas drugiej podróży zmarł w Valladolid, gdy w mieście wybuchła zaraza  .

## Twórczość
Był przedstawicielem niderlandzkiej polifonii wokalnej. Jego styl charakteryzują ozdobne figuracje oraz długie frazy o złożonej rytmice. Skomponował  :
- 9 mszy
- 2 credo
- ok. 25 motetów
- 93 chansons głównie 3-głosowych, z tekstami po francusku, flamandzku i włosku
- 18 motetów
- hymny, lamentacje, magnifikaty, części mszalne